# NGC 6293
NGC 6293 là cụm sao cầu nằm trong chòm sao Ophiuchus, xếp loại IV trong Lớp tập trung Shapley–Sawyer. Nó được phát hiện bởi nhà thiên văn học người Mỹ Lewis A. Swift vào ngày 8 tháng 7 năm 1885. Giống như nhiều cụm sao khác, khoảng cách của nó không được biết rõ; nó có thể cách Trái Đất khoảng từ 31000  đến 52000 năm ánh sáng.